# اونور آتاسایار
اونور آتاسایار (انگلیسی: Onur Atasayar؛ زادهٔ ۱ ژانویهٔ ۱۹۹۵) بازیکن فوتبال اهل ترکیه است.
از باشگاه‌هایی که در آن بازی کرده‌است می‌توان به باشگاه فوتبال آنکاراگوچو اشاره کرد.
وی همچنین در تیم‌های ملی فوتبال Turkey national under-19 football team و زیر ۲۰ سال ترکیه بازی کرده‌است.